# Abulfaz Elchibey
Abulfaz Elchibey, (în azeră: Əbülfəz Elçibəy; n. 24 iunie 1938 la Naxcivan - d. 22 august 2000 la Ankara) a fost un politician din Azerbaijan, membru al Partidului Frontului Populist.
A fost președintele acestei țări în perioada 16 iunie 1992 - 1 septembrie 1993.
Numele său real a fost Abulfaz Qadirqulu oglu Aliyev (în azeră: Əbülfəz Qədirqulu oğlu Əliyev; în rusă: Абульфа́з Гадиркули́ оглы́ Али́ев).
Ia locul președintelui comunist Ayaz Mutalibov, care a fost forțat să demisioneze după ocuparea Azerbaijanului de către Rusia.
Elchibey a atras Azerbaijanul de partea Turciei și a eliminat forțele ruse de pe teritoriul național.
În 1993, Elchibey fuge în Naxcivan, de teama unei lovituri de stat conduse de mujahedinii conduși de colonelul Surat Huseinov.
Este înlocuit cu un fost lider comunist, Heidar Aliev.
Conform unei surse din spionajul turc, în spatele acestei lovituri de stat s-ar afla mari companii petroliere ca Exxon și Mobil.